# Врбиця
Врбиця (мак. Врбица) — село у Північній Македонії, яке входить до общини Чешиново-Облешево, що в Східному регіоні країни.
Громада складається з — 12 осіб (перепис 2002): 10 македонців і 2 арумуни. Село розкинулося в низинній місцевості (середні висоти — 390 метрів), яку македонці називають Кочанською низовиною.